# 기갑학교 (미국)
미국 육군 기갑학교(United States Army Armor School)는 1940년 미국 조지아주 포트 무어에 있는 미국 육군 기갑분과 군사학교이다.

## 역사
1940년 미국 켄터키주 포트 녹스에 육군기갑학교가 설립되었다.
2009년, 기갑센터가 포트 베닝으로 옮겨가 보병센터와 합쳐져 기동 CoE를 형성하였다. 기동 CoE는 보병학교와 기갑학교를 감독한다.
2011년 9월, 기갑학교와 훈련여단이 포트 베닝로 이전하였다.

## 교육훈련부대

기갑학교의 교육훈련여단
제194기갑여단
제316기병여단

- 제194기갑여단, 기초훈련
- 제316기병여단, 기갑기병과정

## 교육 과정

### Enlisted
- (19K): Armor Crewman →기갑승무원
- (19D): Cavalry Scouts→기병 정찰대
- (91A): M1A2 SEPv2 Abrams System Maintainer→M1A2 SEPv2 에이브럼스 장비 정비사
- (91M): Bradley Fighting Vehicle System Maintainer→브래들리 전투차량 정비사

### 장교
- Armor Basic Officer Leaders Course (ABOLC)→기갑초급장교지도자과정
- Cavalry Leaders Course (CLC)→기병지도자과정
- Maneuver Leaders Maintenance Course (MLMC)→기동기도자보수과정
- Scout Leader's Course (SLC)→정찰지도자과정
- Simulations Training Management Course (STMC)→시뮬레이션 훈련관리 과정
- Advanced Situational Awareness (ASA)→고급
- Dismounted C-IED Tactics Master Trainer Course→급조폭발물 대응 전술전문 훈련관 과정
- Tank Commander's Course (TCC)→전차 지휘관 과정
- Mobile Gun System Commander's Course (MGSCC)→기동포격차량 지휘관 과정
- Master Gunner Common Core (MGCC)→전문사수 필수 과목
- Abrams Master Gunner Course (AMGC)→에이브럼스 전문사수 과정
- Bradley Master Gunner Course (BMGC)→브래들리 전문사수 과정
- Stryker Master Gunner Course (SMGC)→스트라이커 전문사수 과정

## 같이 보기
- 분류:미국 육군기갑학교 동문

## 참고
1. ↑  “ARMOR School Organization” (PDF) (영어). U.S. Army Maneuver Center of Excellence. 2019년 3월 28일. 2020년 10월 16일에 원본 문서 (PDF)에서 보존된 문서. 2020년 10월 2일에 확인함.